# 豊田駅

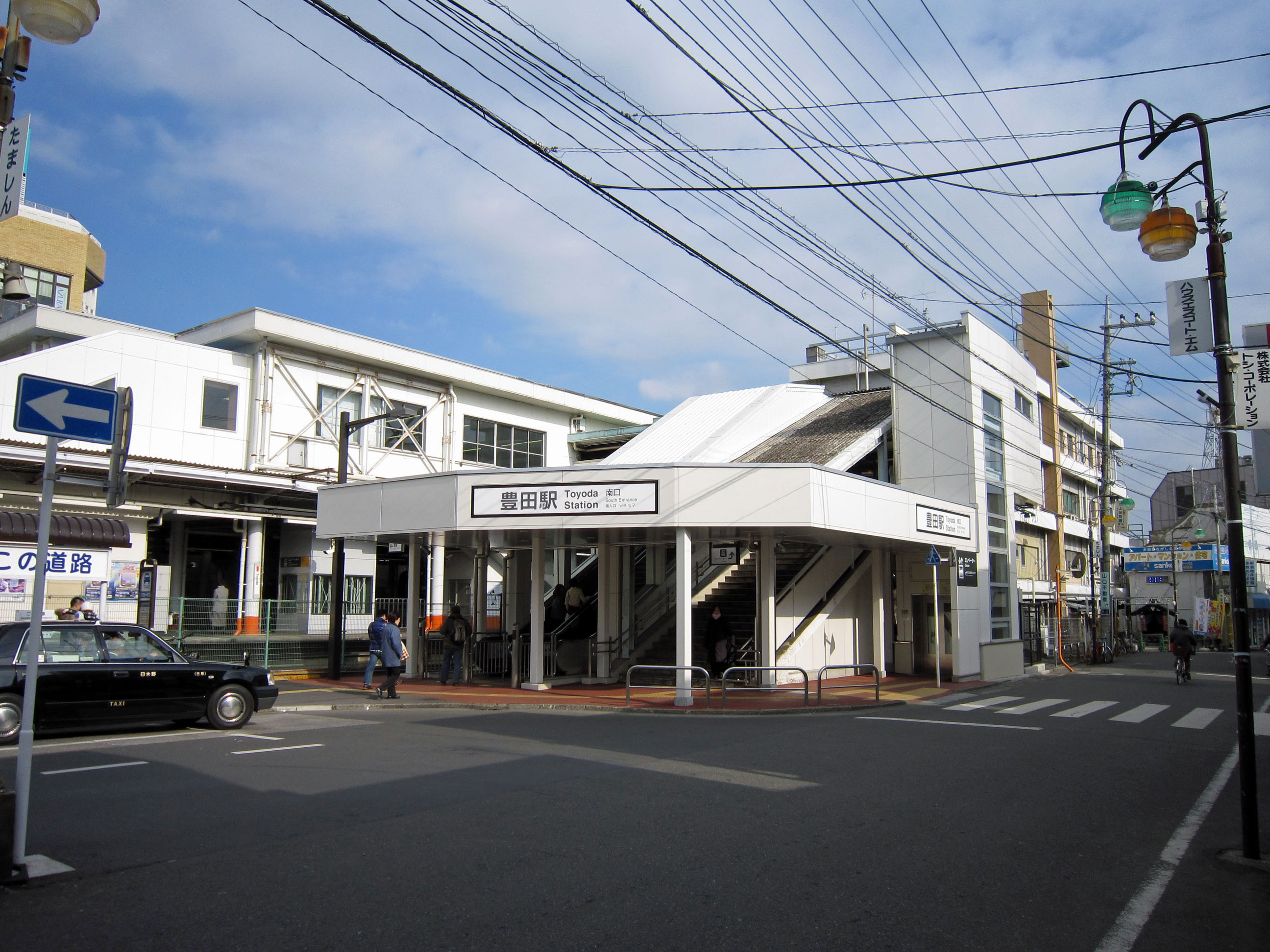
南口（2012年2月）

豊田駅（とよだえき）は、東京都日野市豊田四丁目にある、東日本旅客鉄道（JR東日本）中央本線の駅である。駅番号はJC 21。八王子支社管轄の駅。
当駅西方に豊田車両センターがあることから、当駅発着列車が数多く設定されている。当駅を含む区間は、運行系統上は「中央線」と案内される。運転形態の詳細については該当記事を参照のこと。

## 歴史
- 1901年（明治34年）2月22日：甲武鉄道の駅として開設[4]。旅客・貨物取扱開始[1]。当時は、現在の南口に改札口のあるだけの小さな駅だった。
- 1906年（明治39年）10月1日：甲武鉄道国有化により官設鉄道の駅となる[5]。
- 1909年（明治42年）10月12日：線路名称制定により中央東線（1911年から中央本線）の所属となる[5]。
- 1949年（昭和24年）6月1日：日本国有鉄道発足[6]。
- 1958年（昭和33年）12月10日：貨物取扱廃止[1]。
- 1964年（昭和39年）10月1日：荷物扱い廃止[1]。
- 1966年（昭和41年）11月10日：駅構内に豊田電車区を開設。
- 1971年（昭和46年）6月29日 - 多摩動物公園を視察する天皇、皇后のお召し列車が発着[7]。
- 1987年（昭和62年）4月1日：国鉄分割民営化に伴い、東日本旅客鉄道（JR東日本）の駅となる[1][8]。
- 1993年（平成5年）5月21日：自動改札機設置[9]。
- 2001年（平成13年）11月18日：ICカード「Suica」の利用が可能となる[報道 1]。
- 2007年（平成19年）11月25日：駅構内の豊田電車区を豊田車両センターに改称。
- 2010年（平成22年）1月23日：発車メロディを童謡「たきび」に変更[報道 2][報道 3]。
- 2014年（平成26年）3月15日：むさしの号の停車駅となる[報道 4]。
- 2021年（令和3年）
  - 2月28日：みどりの窓口の営業終了[2][3]。
  - 3月1日：話せる指定席券売機を導入[2][3]。

## 駅構造
直営駅であり、豊田統括センターの拠点駅。
島式ホーム2面4線を有する地上駅で、橋上駅舎を備える。崖線に沿って立地しているため、崖下側になる南口へは自由通路の階段を下り、崖上になる北口へは自由通路階段を上って外へ出る。
改札口は1ヶ所。自由通路に直結している。自動改札機・指定席券売機（話せる指定席券売機を併設）が設置されている。各ホームに2基ずつエスカレーターが備えられている（いずれも高尾寄り階段）。トイレは改札の内側の橋上部分にあり、車椅子対応トイレも設置されている。KIOSKは改札口を出て左手すぐにある。2008年（平成20年）には1・2番線、3・4番線ホームに待合室が設置された。中央線では八王子駅・高尾駅に次いで3番目である。

### のりば
| 番線 | 路線   | 方向 | 行先                 |
| ---- | ------ | ---- | -------------------- |
| 1・2 | 中央線 | 下り | 八王子・高尾方面     |
| 3・4 | 中央線 | 上り | 立川・新宿・東京方面 |

（出典：JR東日本:駅構内図）
- 下り本線は2番線、上り本線は4番線である。
- 高尾方に豊田車両センターがあり、東京方面の通勤電車を中心に当駅が始発・終点となる列車が設定されている。下りの当駅始発の列車は2024年（令和6年）現在では平日朝のみ高尾行1本があるほか、午前中の大月行1本、および夕方の松本行1本、甲府行1本の計3 - 4本だけで、それ以外は始発駅の八王子駅・高尾駅または立川駅まで回送される。当駅で折返す通勤電車は3番線発着だが、当駅止まりの下り列車で基地へ回送される場合は1・2番線に到着する。また八王子・高尾止まり列車が基地へ回送される場合は3番線で折り返すが、出庫の兼ね合いの関係で、日野駅と当駅の間にある中線まで回送し、そこで折り返した上で1番線に入線し、基地へ入庫するパターンがある。
- 一部の列車は当駅で乗務員が交代する。夜間滞泊の運用がある。
- JR中央線は、2020年代前半（2021年度以降の向こう5年以内）を目途に東京駅 - 大月駅間のオレンジ帯で運行する列車に2階建てグリーン車を2両連結させ12両編成運転を行う。そのため当駅構内の改築工事（ホーム12両編成対応化・線路配置変更等）が実施され[報道 5][新聞 1]、2024年10月12日までにこれらの工事を全て完了し、翌日10月13日より快速電車における12両編成の運転が開始された[10]。

| 運転番線 | 営業番線 | ホーム | 東京方面着発 | 高尾・大月方面着発 | 入出区着発 | 備考       |
| -------- | -------- | ------ | ------------ | ------------------ | ---------- | ---------- |
| 1        | 1        | 12両分 | 到着可       | 出発可             | 入出区可   | 下り副本線 |
| 2        | 2        | 12両分 | 到着可       | 出発可             | 入出区可   | 下り主本線 |
| 3        | 3        | 12両分 | 到着・出発可 | 到着可             | 入出区可   | 上り副本線 |
| 4        | 4        | 12両分 | 出発可       | 到着可             | 入出区可   | 上り主本線 |

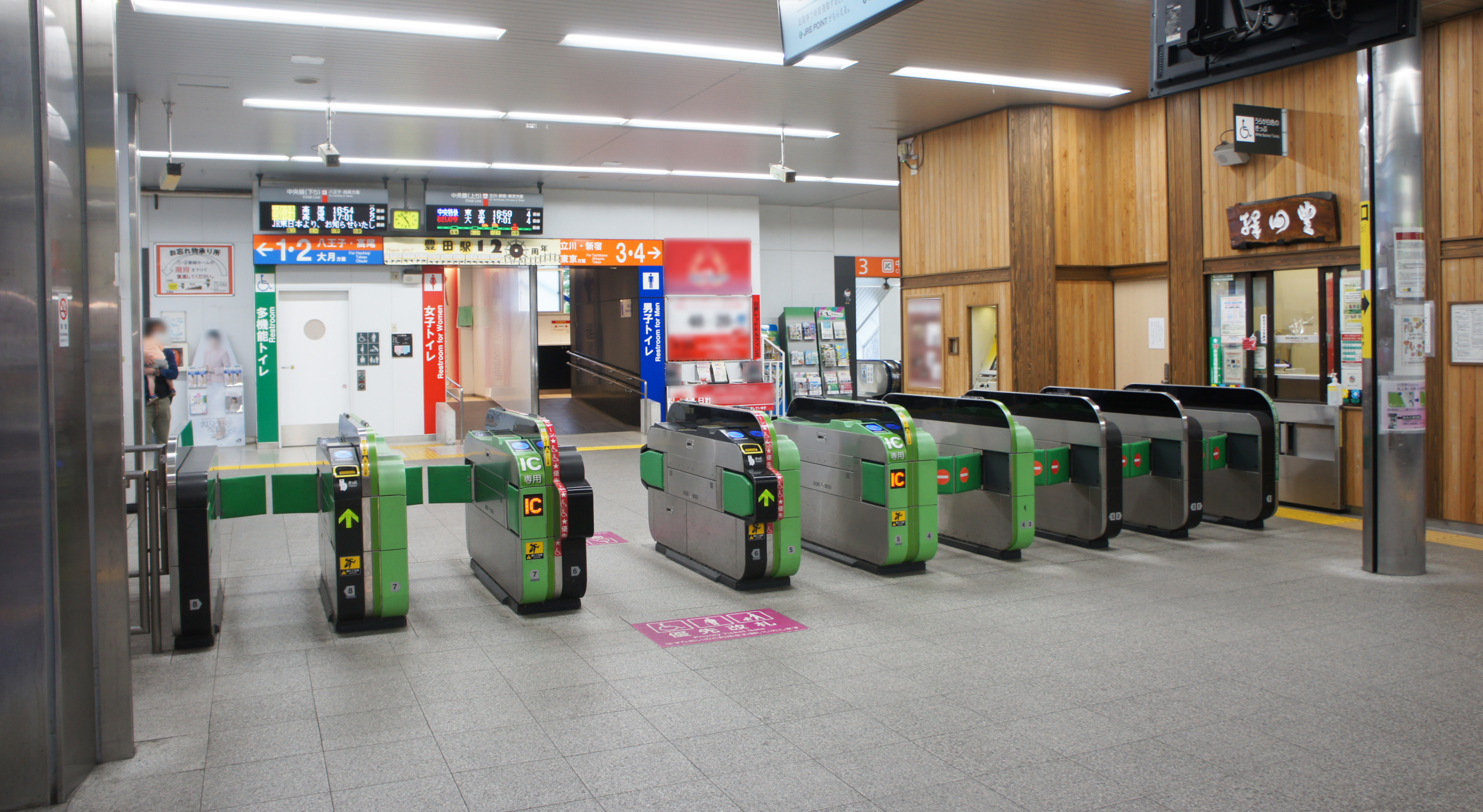
改札口（2021年4月）
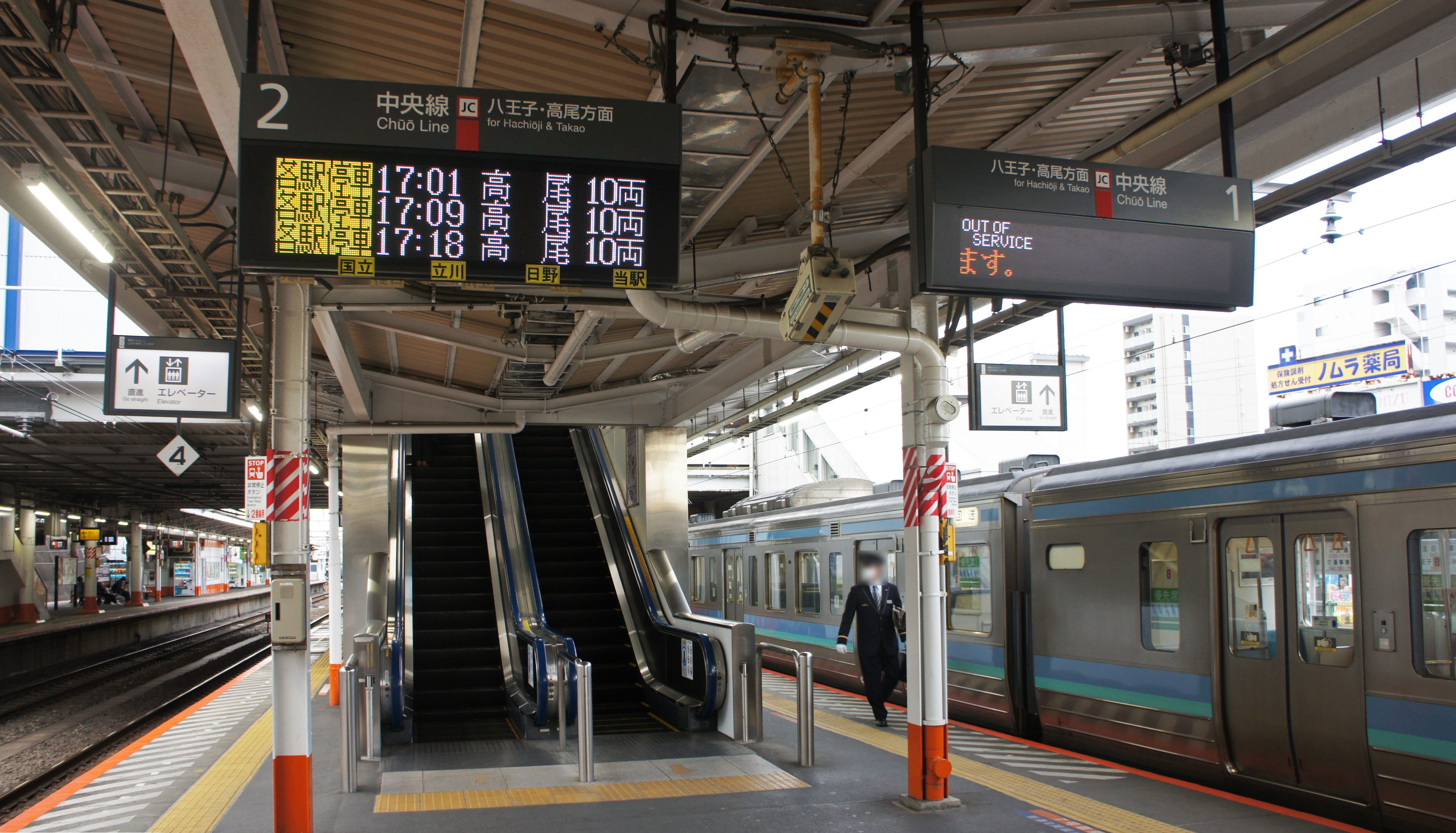
1・2番線ホーム（2021年4月）
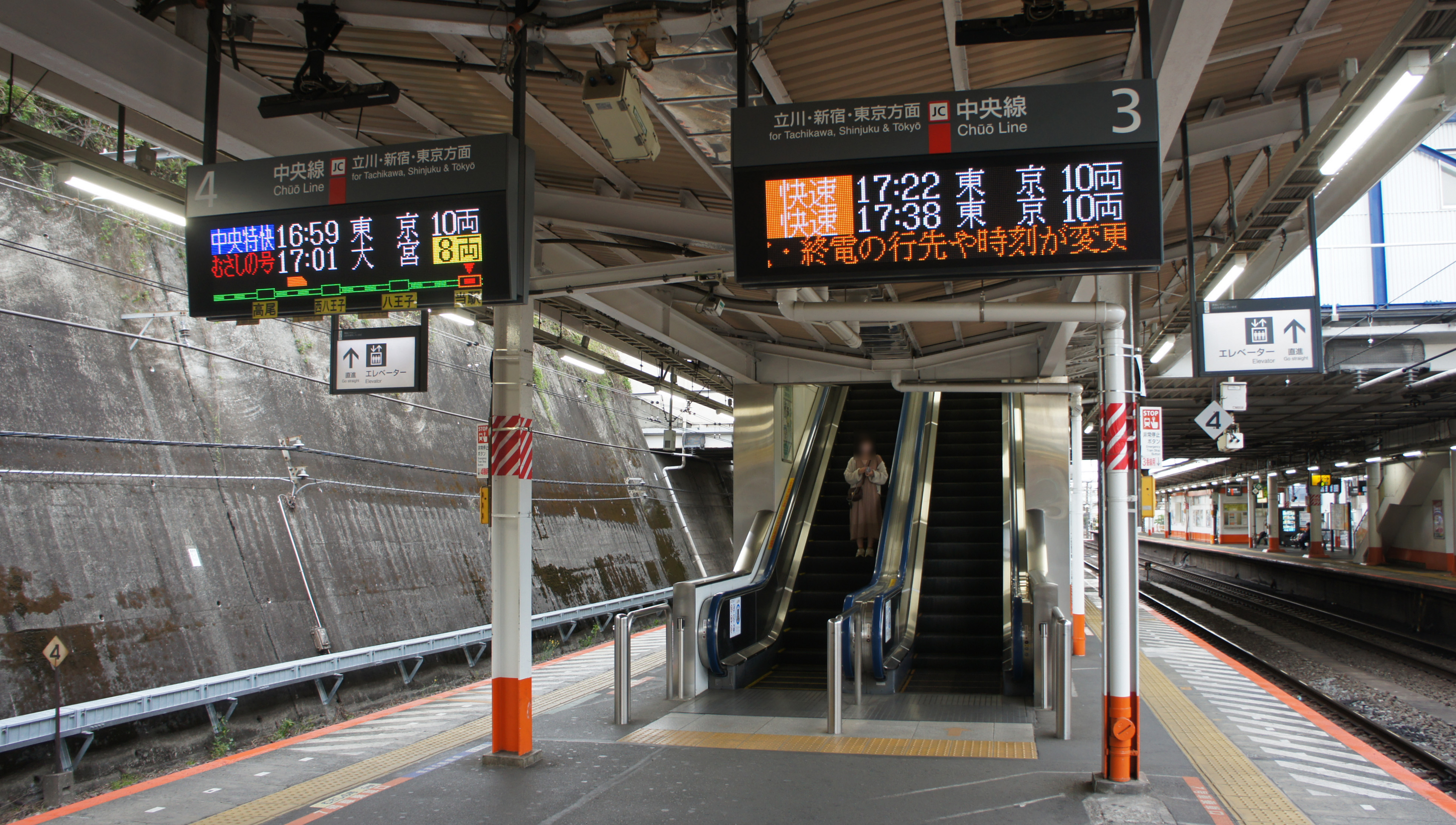
3・4番線ホーム（2021年4月）

#### 発車メロディ
2010年（平成22年）1月23日より、童謡「たきび」が発車メロディとして使用されている。これは曲の作詞者である巽聖歌が、駅の近隣である日野市旭が丘に住んでいたことによるものである。上り・下りホームでそれぞれ音程が異なる。なお、2015年（平成27年）10月より、使用されている音程が入替わっている。
| 1・2 | JC | たき火A |
| 3・4 | JC | たき火B |

## 利用状況
2023年度（令和5年度）の1日平均乗車人員は31,226人である。多摩平・旭が丘・西平山地区から東京都心方面への通勤通学客の利用が多い。
北口のすぐ近くにあるイオンモール多摩平の森への通勤客や買い物客、当駅が最寄となるコニカミノルタ・富士電機・ファナック・GEヘルスケア・ジャパン・日野自動車等への通勤客や訪問客、東京都立大学日野キャンパス・東京薬科大学・東京都立八王子東高等学校・東京都立日野台高等学校の学生も利用が多い。
1990年度（平成2年度）以降の1日平均乗車人員の推移は以下の通り。
| 年度               | 1日平均 乗車人員 | 出典     |
| ------------------ | ---------------- | -------- |
| 1990年（平成02年） | 35,501           | [ * 1 ]  |
| 1991年（平成03年） | 36,459           | [ * 2 ]  |
| 1992年（平成04年） | 37,490           | [ * 3 ]  |
| 1993年（平成05年） | 38,110           | [ * 4 ]  |
| 1994年（平成06年） | 37,778           | [ * 5 ]  |
| 1995年（平成07年） | 37,205           | [ * 6 ]  |
| 1996年（平成08年） | 36,825           | [ * 7 ]  |
| 1997年（平成09年） | 35,888           | [ * 8 ]  |
| 1998年（平成10年） | 34,890           | [ * 9 ]  |
| 1999年（平成11年） | 34,290           | [ * 10 ] |
| 2000年（平成12年） | 32,572           | [ * 11 ] |
| 2001年（平成13年） | 32,866           | [ * 12 ] |
| 2002年（平成14年） | 31,750           | [ * 13 ] |
| 2003年（平成15年） | 31,427           | [ * 14 ] |
| 2004年（平成16年） | 31,827           | [ * 15 ] |
| 2005年（平成17年） | 32,747           | [ * 16 ] |
| 2006年（平成18年） | 32,828           | [ * 17 ] |
| 2007年（平成19年） | 33,108           | [ * 18 ] |
| 2008年（平成20年） | 32,572           | [ * 19 ] |
| 2009年（平成21年） | 31,320           | [ * 20 ] |
| 2010年（平成22年） | 30,580           | [ * 21 ] |
| 2011年（平成23年） | 29,772           | [ * 22 ] |
| 2012年（平成24年） | 30,222           | [ * 23 ] |
| 2013年（平成25年） | 30,910           | [ * 24 ] |
| 2014年（平成26年） | 31,771           | [ * 25 ] |
| 2015年（平成27年） | 33,254           | [ * 26 ] |
| 2016年（平成28年） | 34,001           | [ * 27 ] |
| 2017年（平成29年） | 34,844           | [ * 28 ] |
| 2018年（平成30年） | 35,332           | [ * 29 ] |
| 2019年（令和元年） | 35,718           | [ * 30 ] |
| 2020年（令和02年） | 26,615           |          |
| 2021年（令和03年） | 27,524           |          |
| 2022年（令和04年） | 29,389           |          |
| 2023年（令和05年） | 31,226           |          |

## 駅周辺

### 北口
駅前ロータリーがあり、ロータリー内および周辺に京王電鉄バスの発着場およびタクシー乗り場がある。
- コニカミノルタ東京サイト日野
- ファナック日野事業所
- 富士電機東京事業所
- イオンモール多摩平の森
  - イオンスタイル多摩平の森
  - 日野多摩平郵便局
- みずほ銀行日野支店
- 日野警察署多摩平交番
- 東京都道235号豊田停車場線
- 日野市立多摩平図書館

### 南口
- 日野市立中央図書館 - 1970年建造。設計・鬼頭梓。日本の公共図書館における先進的モデルとなった建物[11]。
- 多摩信用金庫豊田支店
- 豊田駅前郵便局
- 東京消防庁日野消防署豊田出張所
- スーパーアルプス豊田南店

## バス路線
路線バス、日野市ミニバスは京王電鉄バス、かわせみGOは南観光交通により運行される。首都大、中大へは路線バスのアクセスとなる他、コニカミノルタ・日本ビクターや東京薬科大学・帝京大学中学校・高等学校など、当駅及び周辺道路を乗降場所とする企業、学校の送迎バスも多く、特に朝夕は活気にあふれている。
| のりば | 運行事業者     | 系統・行先                                           | 備考                           |
| 北口   | 北口           | 北口                                                 | 北口                           |
| ------ | -------------- | ---------------------------------------------------- | ------------------------------ |
| 1      | 京王電鉄バス   | 豊56：八王子駅北口                                   |                                |
| 2      |                | （降車専用）                                         | （降車専用）                   |
| 3      | 京王電鉄バス   | 豊41：豊田駅北口（平山工業団地循環）/ 旭が丘中央公園 | 旭が丘中央公園行は深夜のみ運行 |
| 4      | 京王電鉄バス   | 日04・日05：日野駅                                   |                                |
| 5      | 日野市ミニバス | A・H：豊田駅北口（旭が丘・平山循環）                 |                                |
| 6      | 日野市ミニバス | D・S：高幡不動駅                                     |                                |
| 南口   |                |                                                      |                                |
| －     | 日野市ミニバス | K：高幡不動駅                                        |                                |
| －     | 京王バス       | 豊32・豊33：多摩センター駅                           |                                |
| －     | かわせみGO     | 平山苑上 / 市立病院                                  |                                |

## その他

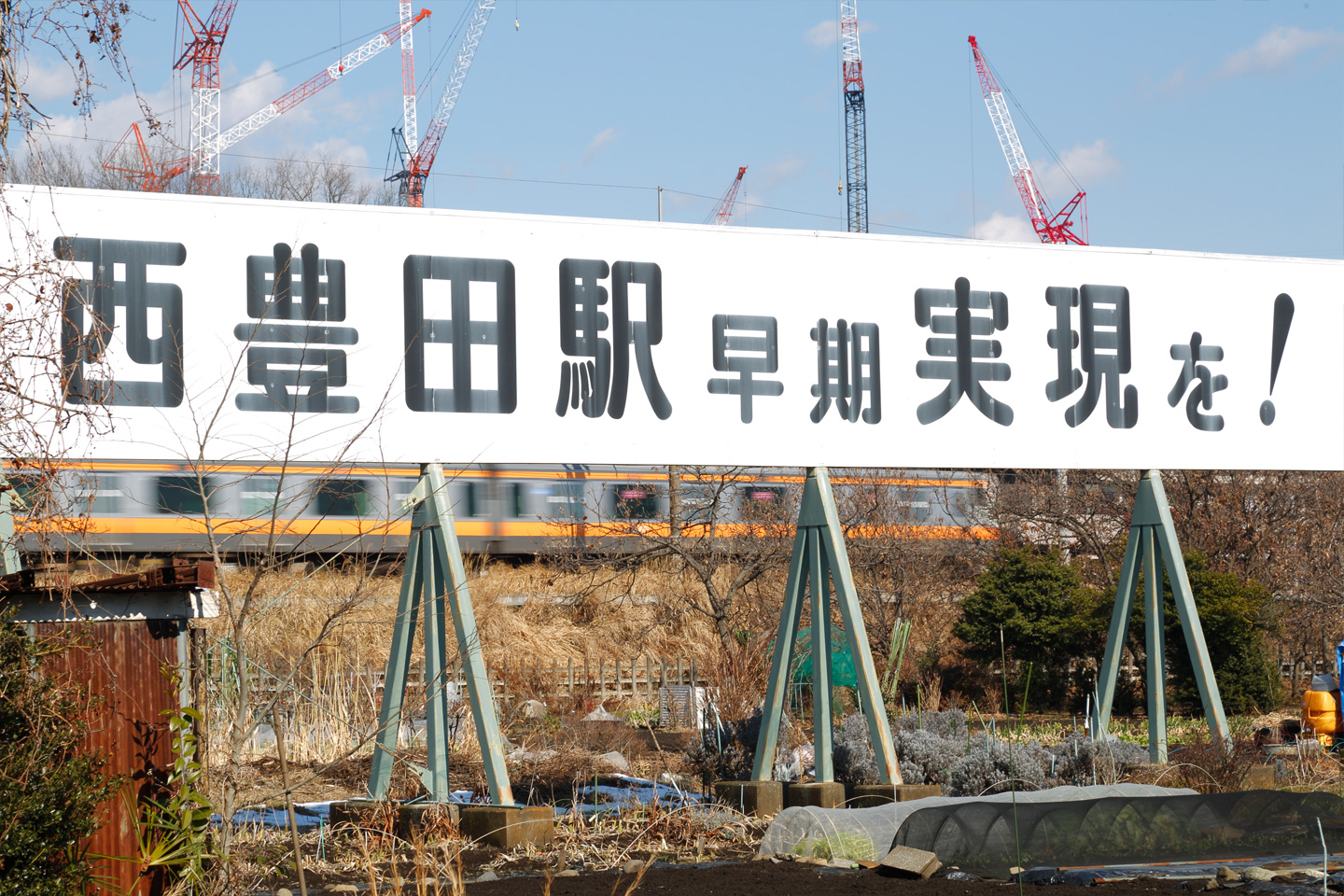
2015年春時点での状況
後ろのクレーンは無関係

当駅 - 八王子駅間の線路南側に「西豊田駅早期実現を」という大きな看板があり、日野市がJRに新駅設置の要請を計画していたが、2019年11月、日野市は計画を断念することを明らかにした。

## 隣の駅
東日本旅客鉄道（JR東日本）
 中央線
■通勤特快
通過
■中央特快・■通勤快速（下りのみ）・■快速・■普通・■むさしの号
日野駅 (JC 20) - 豊田駅 (JC 21) - 八王子駅 (JC 22)

### 記事本文

##### 報道発表資料
1. ↑  “Suicaご利用可能エリアマップ（2001年11月18日当初）” (PDF).   東日本旅客鉄道. 2019年7月27日時点のオリジナルよりアーカイブ。2020年4月27日閲覧。
2. 1 2 3  “JR豊田駅の発車メロディが童謡「たきび」になりました！”.   日野市 (2018年2月27日). 2019年7月29日時点のオリジナルよりアーカイブ。2020年7月15日閲覧。
3. 1 2 3  “豊田駅の発車メロディが童謡「たきび」へ!!” (PDF).   日野市. 2019年7月29日時点のオリジナルよりアーカイブ。2020年7月15日閲覧。
4. ↑  『2014年3月ダイヤ改正について①』（PDF）（プレスリリース）東日本旅客鉄道八王子支社、2013年12月20日、1頁。オリジナルの2019年8月8日時点におけるアーカイブ。2020年7月25日閲覧。
5. ↑  『中央快速線等へのグリーン車サービスの導入について』（PDF）（プレスリリース）東日本旅客鉄道、2015年2月4日。オリジナルの2019年9月24日時点におけるアーカイブ。2020年4月21日閲覧。

##### 新聞記事
1. ↑  “JR東日本、中央線のグリーン車計画を延期”. 産経新聞. (2017年3月24日).  オリジナルの2017年3月24日時点におけるアーカイブ。 2020年11月29日閲覧。
2. ↑  “中央線「西豊田駅」誘致事業断念決まる 日野市説明会開催へ”. 八王子経済新聞. (2019年11月25日).  オリジナルの2021年2月20日時点におけるアーカイブ。 2021年2月20日閲覧。

### 利用状況
1. ↑  東京都統計年鑑 - 東京都
2. ↑  とうけい日野 - 日野市

JR東日本の2000年度以降の乗車人員
1. ↑  各駅の乗車人員（2000年度） - JR東日本
2. ↑  各駅の乗車人員（2001年度） - JR東日本
3. ↑  各駅の乗車人員（2002年度） - JR東日本
4. ↑  各駅の乗車人員（2003年度） - JR東日本
5. ↑  各駅の乗車人員（2004年度） - JR東日本
6. ↑  各駅の乗車人員（2005年度） - JR東日本
7. ↑  各駅の乗車人員（2006年度） - JR東日本
8. ↑  各駅の乗車人員（2007年度） - JR東日本
9. ↑  各駅の乗車人員（2008年度） - JR東日本
10. ↑  各駅の乗車人員（2009年度） - JR東日本
11. ↑  各駅の乗車人員（2010年度） - JR東日本
12. ↑  各駅の乗車人員（2011年度） - JR東日本
13. ↑  各駅の乗車人員（2012年度） - JR東日本
14. ↑  各駅の乗車人員（2013年度） - JR東日本
15. ↑  各駅の乗車人員（2014年度） - JR東日本
16. ↑  各駅の乗車人員（2015年度） - JR東日本
17. ↑  各駅の乗車人員（2016年度） - JR東日本
18. ↑  各駅の乗車人員（2017年度） - JR東日本
19. ↑  各駅の乗車人員（2018年度） - JR東日本
20. ↑  各駅の乗車人員（2019年度） - JR東日本
21. ↑  各駅の乗車人員（2020年度） - JR東日本
22. ↑  各駅の乗車人員（2021年度） - JR東日本
23. ↑  各駅の乗車人員（2022年度） - JR東日本
24. ↑  各駅の乗車人員（2023年度） - JR東日本

東京都統計年鑑
1. ↑  東京都統計年鑑（平成2年）
2. ↑  東京都統計年鑑（平成3年）
3. ↑  東京都統計年鑑（平成4年）
4. ↑  東京都統計年鑑（平成5年）
5. ↑  東京都統計年鑑（平成6年）
6. ↑  東京都統計年鑑（平成7年）
7. ↑  東京都統計年鑑（平成8年）
8. ↑  東京都統計年鑑（平成9年）
9. ↑  東京都統計年鑑（平成10年） (PDF)
10. ↑  東京都統計年鑑（平成11年） (PDF)
11. ↑  東京都統計年鑑（平成12年）
12. ↑  東京都統計年鑑（平成13年）
13. ↑  東京都統計年鑑（平成14年）
14. ↑  東京都統計年鑑（平成15年）
15. ↑  東京都統計年鑑（平成16年）
16. ↑  東京都統計年鑑（平成17年）
17. ↑  東京都統計年鑑（平成18年）
18. ↑  東京都統計年鑑（平成19年）
19. ↑  東京都統計年鑑（平成20年）
20. ↑  東京都統計年鑑（平成21年）
21. ↑  東京都統計年鑑（平成22年）
22. ↑  東京都統計年鑑（平成23年）
23. ↑  東京都統計年鑑（平成24年）
24. ↑  東京都統計年鑑（平成25年）
25. ↑  東京都統計年鑑（平成26年）
26. ↑  東京都統計年鑑（平成27年）
27. ↑  東京都統計年鑑（平成28年）
28. ↑  東京都統計年鑑（平成29年）
29. ↑  東京都統計年鑑（平成30年）
30. ↑  東京都統計年鑑（平成31年・令和元年）